# Rosario Pino
Rosario Pino (Màlaga, 1871 - Madrid, 1933) va ser una actriu teatral i ciclista aficionada espanyola.
Va ser una de les primeres dones en practicar el ciclisme a la fi del segle xix. Es tracta d'una de les més brillants actrius del primer terç del segle xx a Espanya. Va començar la seva carrera a l'incorporar-se a la Companyia de María A. Tubau.
Formada a l'Escola de José Ruiz Borrero, va debutar en Barcelona sota les ordres del director d'escena Isidoro Valero. Va recórrer els teatres catalans amb la Companyia de Grifell, i des de 1888 amb les de María Tubau i Ricardo Guerra.
Instal·lada posteriorment en Madrid, va estrenar obres com Thermidor, París, fin de siglo o Serafina, la devota. Entre 1893 i 1896 va actuar de forma assídua en el Teatro Lara de Madrid, on va representar Sobre gustos no hay nada escrito, a què seguiria el Teatre de la Comèdia. El 1906 va fundar la seva pròpia companyia al costat de Enrique Borrás i després amb Emilio Thuillier.
Va destacar sobretot per les seves interpretacions de les obres de Jacinto Benavente i dels germans Álvarez Quintero. Entre les seves obres més significatives figuren Las flores, Los Galeotes, El marido de la Téllez (1897), Rosas de otoño, La losa de los sueños (1911), El genio alegre (1914), Malvaloca, El ruido ajeno, Amor y ciencia (1905), La ley de los hijos y Cuando los hijos de Eva no son los hijos de Adán (1931).
Coetània de María Guerrero, existia la creença que entre les dues actrius es va desenvolupar una forta rivalitat, biografies i estudis recents neguen aquesta rivalitat. Va viure a Vitòria, al carrer Sud (avui Manuel Iradier), i va morir a Madrid el 1933.

## Galeria

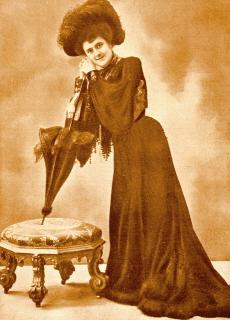
Vers 1900
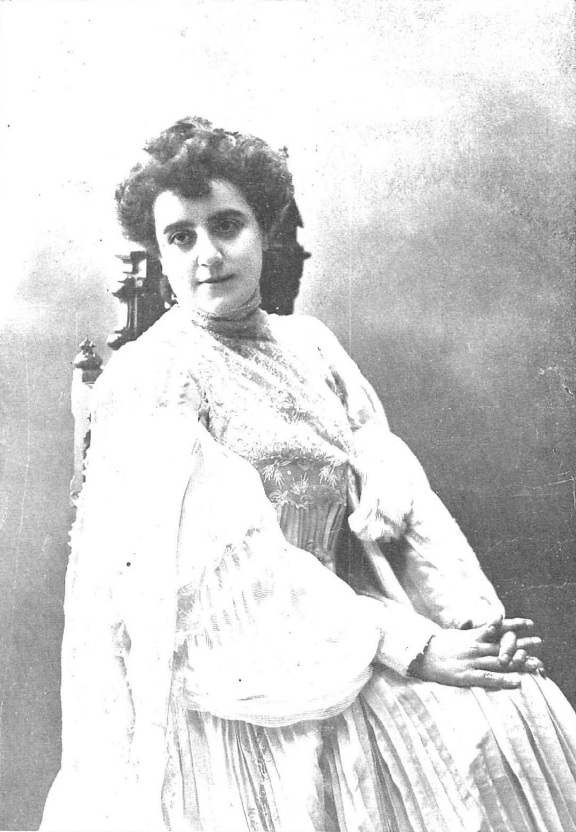
Fotografiada por Compañy (1903)
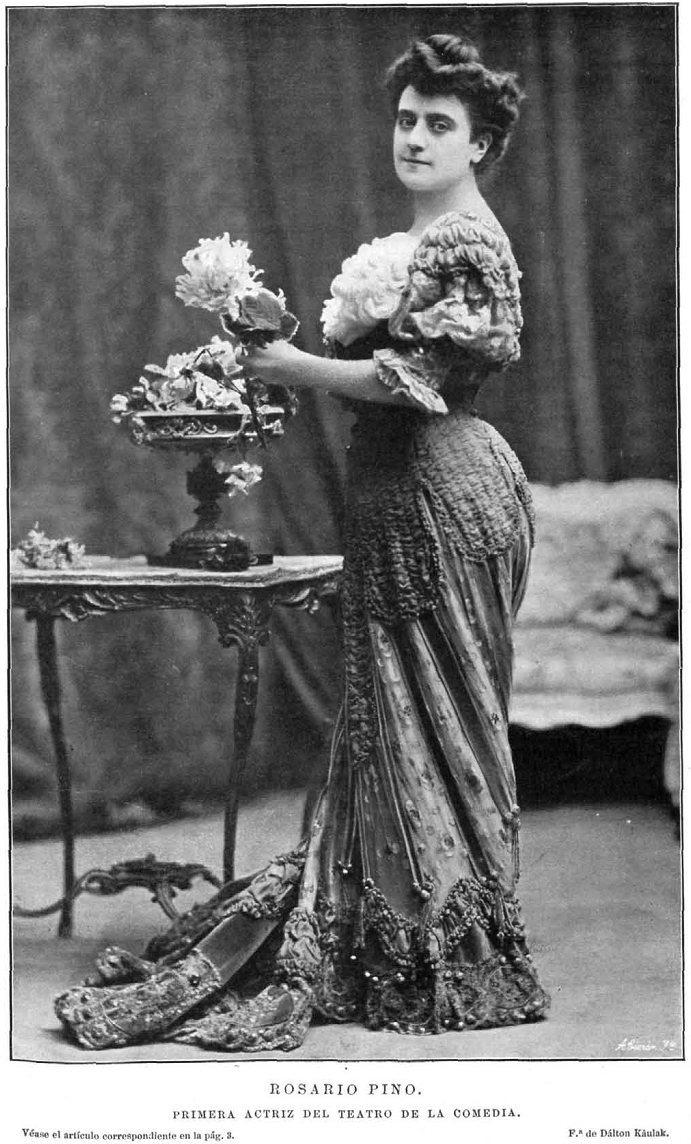
Fotografiada por Kaulak (1906)
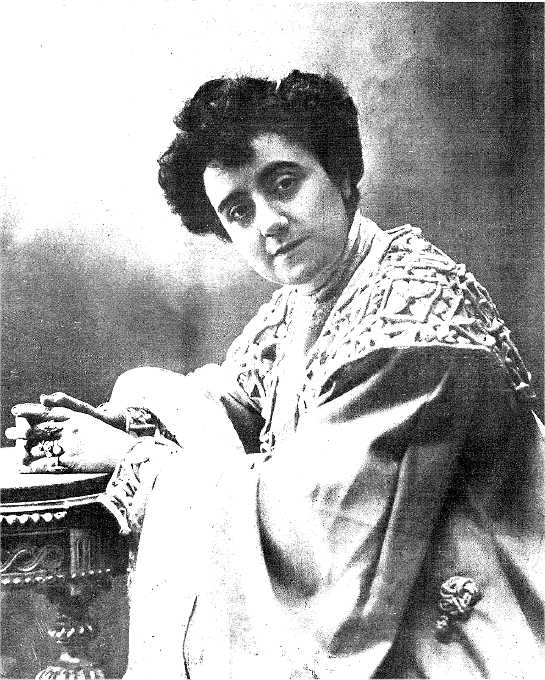
En 1909
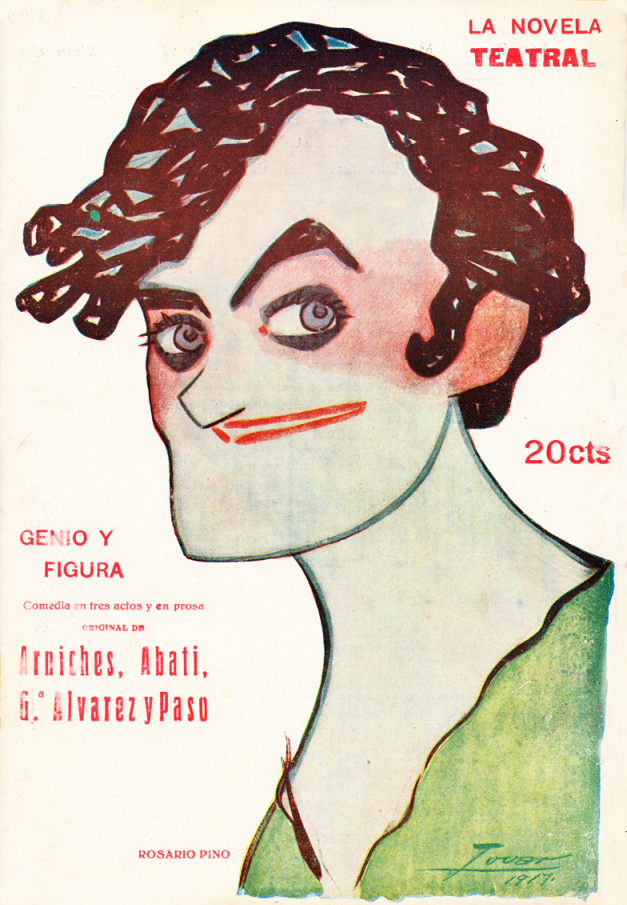
Retratada per Tovar (1917).